# Sinfonía Dante
La Sinfonía de la Divina Comedia de Dante (S.109), o simplemente la “Sinfonía Dante”, es una sinfonía coral compuesta por Franz Liszt. 

## Historia
Escrita en estilo romántico, representa el viaje de Dante a través del infierno y del purgatorio. Fue estrenada en Dresde, en noviembre de 1857, con el propio Liszt como director, y supuestamente dedicada al amigo y futuro yerno Richard Wagner. La sinfonía completa dura aproximadamente 50 minutos. Los temas principales habían sido bosquejados desde 1847; sin embargo, Liszt no comenzó a trabajar seriamente en la sinfonía hasta mediados de 1855, y la mayor parte fue terminada al año siguiente. Así, la composición de la Sinfonía Dante coincidió en el tiempo con la otra obra maestra sinfónica de Liszt, la Sinfonía Fausto, inspirada por el drama de Goethe. Por esta razón, y porque son las únicas sinfonías a gran escala de Liszt (aunque compuso otras obras sinfónicas), las sinfonías Dante y Fausto suelen grabarse juntas.

## Estructura y análisis
La pieza consta de dos movimientos:
- I. Infierno
- II. Purgatorio – Magnificat

La obra carece significativamente de un tercer movimiento "Paraíso". Esto se debe a que Richard Wagner convenció a Liszt de que tal lugar estaba fuera del alcance de las habilidades humanas de cualquier compositor. En su lugar, la sinfonía concluye con un Magnificat para coro de voces femeninas.

### I.Infierno
El primer movimiento está en forma ternaria (ABA), y se abre con una línea melódica en el metal y la cuerda, sin acompañamiento. Se introduce un redoble suavemente, que crece hasta culminar en fortissimo, y tras un breve silencio, se une la orquesta al completo. De acuerdo con la partitura, que en muchos lugares está anotada con pasajes de Dante, esto sería la versión musical de las palabras inscritas sobre las puertas del infierno: Abandona toda esperanza, tú que entras aquí; la música es, de acuerdo con esto, sombría, oscura y turbulenta. Tras pasar las puertas, las cuerdas introducen el primer tema, una escala cromática descendente:

El tema descendente
Debido a su ambigüedad tonal, esta línea cromática transmite urgencia y tensión. El tema suena dos veces antes de pasar a la orquesta, y representa el descenso de Dante a los infiernos. Volverá periódicamente a través del movimiento (en varias formas) y proporciona una fuerza conductora tras la música, empujando a la sinfonía hacia su clima literario, el suelo helado del infierno.
El tempo crece gradualmente desde Lento a Allegro frenetico, con lo cual los violines introducen un segundo tema.

Tema "B"
Este tema es luego brevemente repetido por el metal, mientras las cuerdas retoman de nuevo el primer tema. Ambos destacan en la música y circulan por toda la orquesta como si fuera en un torbellino, mientras el tempo continúa acelerándose hasta alcanzar finalmente un Presto molto.
En la cúspide de la tormenta, aparece el tercer y último tema de la parte A.

Tema "C"
Es contestado con fiereza por los dos temas anteriores, hasta alcanzar el clímax con un gran efecto de la orquesta completa. La música empieza a disiparse y se reafirma el tempo Lento original. El movimiento sigue después a la parte B.

#### Instrumentación
| Maderas: - 1 flautín - 2 flautas - 2 oboes - 1 corno inglés - 2 clarinetes en si bemol - 1 clarinete bajo en la - 2 fagotes | Metales: - 4 trompas en fa - 2 trompetas en si bemol - 2 trombones tenor - 1 trombón bajo - 1 tuba | Percusión: - Timbales en re, la, fa y do | Cuerdas: - Violines I - Violines II - Violas - Violonchelos - Contrabajos - Arpa |

### II.Purgatorio – Magnificat

#### Instrumentación
| Maderas: - 3 flautas - 2 oboes - 1 corno inglés - 2 clarinetes en la - 1 clarinete bajo en si bemol - 2 fagotes | Metales: - 4 trompas en fa - 2 trompetas en re - 2 trombones tenor - 1 trombón bajo - 1 tuba | Percusión: - Timbales en sol y si - Platillos Teclados: - Armonio | Cuerdas: - Violines I - Violines II - Violas - Violonchelos - Contrabajos - 2 arpas | Voces: - Coro femenino o coro de niños (voces blancas) |